# Балабуха, Анатолий Иванович
Анатолий Иванович Балабуха (1929 — 10 сентября 1943) — юный герой-пионер Великой Отечественной войны, погиб во время освобождения родного города Мариуполя от немецко-фашистских захватчиков в сентябре 1943 года.

## Биография
Родился в 1929 году в городе Мариуполе Сталинской области (в н.в. Донецкая область) в Украинской ССР. В начале Великой Отечественной войны мальчику исполнилось 12 лет, он проходил обучение в школе № 31 города Мариуполя. В 1941 году враг ворвался в город. Отец Анатолия работал на черпалке и был эвакуирован в город Ейск.
Находясь на оккупированной территории Анатолий не мог сидеть сложа руки и старался помочь советскому народу преодолеть страшное время. Вблизи к школе немецкие войска устроили лагерь для военнопленных. Под надзором конвоя пленные каждый день с тяжёлой работы возвращались к месту дислокации. Объединившись с друзьями Толик и другие ребята шли на элеватор, находили и просеивали из пыли обгорелую пшеницу, мололи на муку, из которой оставшиеся взрослые выпекали лепёшки. Ребята рискуя жизнью, выбрав подходящий момент, перебрасывали невольным сумку с едой.
Во время освободительной операции 10 сентября 1943 года, когда советские войска вели бои за город Мариуполь, вытесняя фашистов с родной земли, морской десант, который высадился за городом отрезал немцам путь к отступлению. Часть десантников прорывалась в город, чтобы завладеть портом и железнодорожной станцией. Одной из таких групп Толик Балабуха, зная местность, вызвался помочь. На одном из перекрёстков группа и её проводник встретили немецкую автоколонну. Толя выпросил у одного из солдатов гранату, которую бросил в немецкий бронетранспортёр, техника была подбита. Завязался бой, в ходе которого Анатолий Балабуха был ранен из автомата в живот. Настигнувший его фашист добил ударом приклада по голове. Жизнь пионера-героя оборвалась в день освобождения родного города.
Анатолий Балабуха был похоронен на городском кладбище города Мариуполя.

## Память
- На месте гибели Героя 5 ноября 1965 года был установлен и открыт памятник. Автор и скульптор сооружения учитель школы № 31 Л. Т. Марченко. Средства на сооружение монумента школьники собирали сами.
- Одна из улиц города Мариуполя носит имя пионера Балабухи.

### В литературе
- П. Бессонов написал повесть «Сентябрьское утро» о Герое Балабухе.
- О подвиге Анатолия Балабухи мариупольский поэт А. Шапурма рассказал во второй главе поэмы «Морской десант».
- Стихотворение Толе Балабухе посвятил Н. Т. Берилов.
- Существует и песня о Толе Балабухе.